# Amphiprion latezonatus
Espèce
Amphiprion latezonatus est une espèce de poissons osseux de la famille des pomacentridés. Il est présent à l'Est de Australie et sur les côtes de île Lord Howe et mesure jusqu'à 14 cm.